# Рона Митра
Рона Митра (на английски: Rhona Mitra) е британска актриса, известна с ролите си в телевизионните сериали Адвокатите, Клъцни/Срежи и Адвокатите от Бостън.

## Биография
Родена е на 9 август 1976 г. в Падингтън, Лондон. Освен в сериали участва във филмите Али Джи в Парламента, Човек без сянка и Беоулф. През 2001 г. е поставена на 46-о място в годишната класация на 100-те най-красиви жени на списание Максим.

## Частична филмография
- „Крупие“ – 1998 г.
- „Беоулф“ – 1999 г.
- „Човек без сянка“ – 2000 г.
- „Законът на Картър“ – 2000 г.
- „Али Джи в Парламента“ – 2002 г.
- „Лепнат за теб“ – 2003 г.
- „Адвокатите“ – 2003 г.
- „Спартак“ – 2004 г.
- „Адвокатите от Бостън“ – 2004 г.
- „Клъцни/Срежи“ – 2005 г.
- „Вълча кожа“ – 2006 г.
- „Числото 23“ – 2007 г.
- „Денят на прокълнатите“ – 2009 г.
- „Подземен свят: Възходът на върколаците“ – 2009 г.
- „Oткраднати животи“ – 2009 г.
- „Портата - Сериал“ – 2010 г.